# Euphorbia exigua
Euphorbia exigua es una especie fanerógama perteneciente a la familia de las euforbiáceas. 

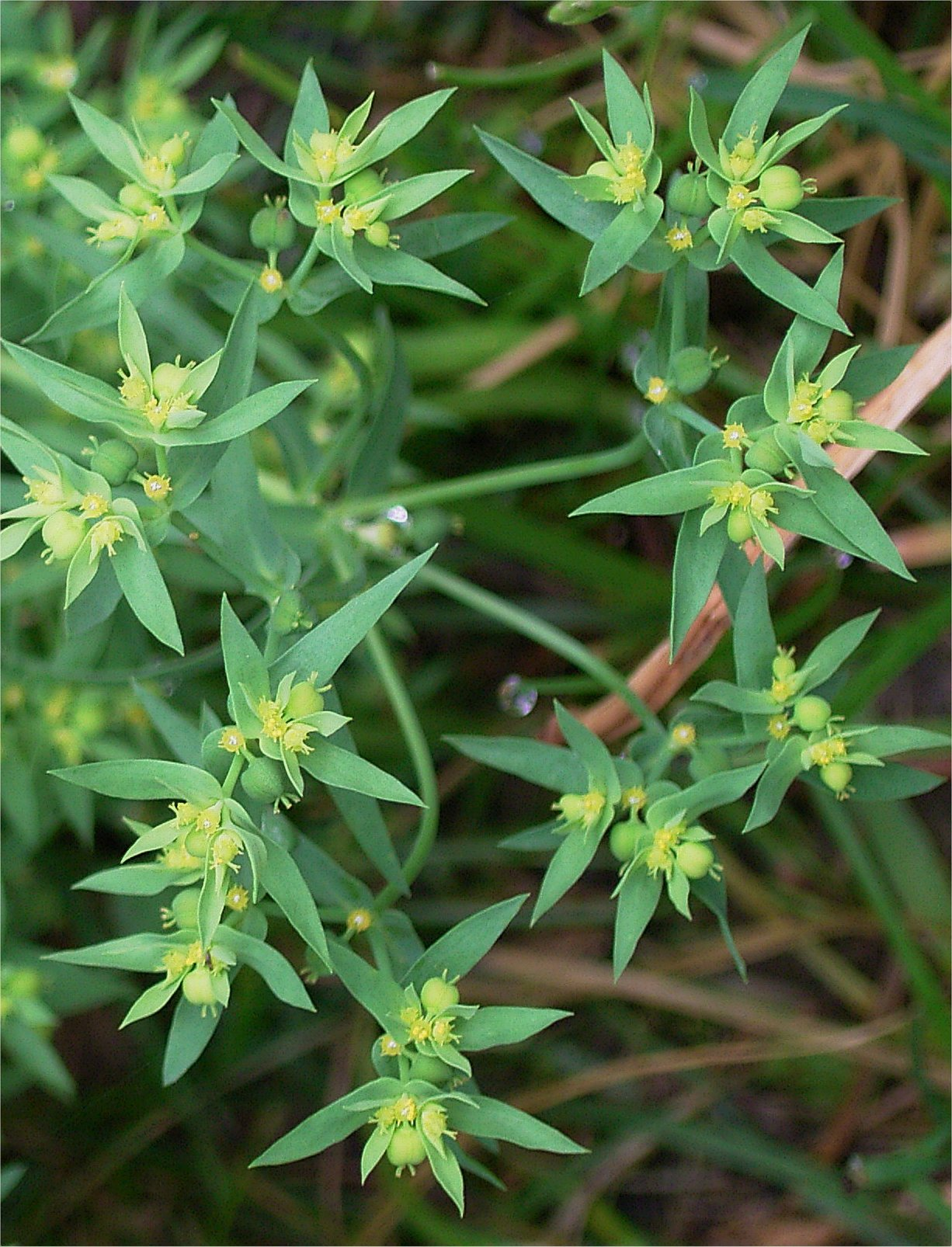
Vista de la planta

## Distribución
Se distribuye por Macaronesia, Europa y desde el Mediterráneo hasta Irán. En España se encuentra en Alicante, Barcelona, Castellón, Gerona, Islas Baleares, Lérida, Tarragona y Valencia, donde se encuentra en los prados terofíticos.

## Descripción
Esta es una pequeñísima lechetrezna de ciclo anual que alcanza los 25 cm de altura. Vive en zonas abiertas de los matorrales, se reconoce por sus hojas lineares y las semillas cubiertas de pequeñas verrugas. Su inflorescencia es un ciato. Se puede confundir con muchas otras pequeñas hierbas de estos pastos, para estar seguros hemos de romper una hoja, comprobar que sale el típico látex blanco y observar las ornamentaciones de las semillas. 

## Taxonomía
Euphorbia exigua fue descrita por Carlos Linneo y publicado en Species Plantarum 1: 456. 1753.
Etimología
Euphorbia: nombre genérico que deriva del médico griego del rey Juba II de Mauritania (52 a 50 a. C. - 23), Euphorbus, en su honor – o en alusión a su gran vientre –  ya que usaba médicamente Euphorbia resinifera. En 1753 Carlos Linneo asignó el nombre a todo el género.
exigua: epíteto latino que significa "de pequeño tamaño".
Citología
Número de cromosomas de Euphorbia exigua (Fam. Euphorbiaceae) y táxones infraespecíficos: 2n=24
Sinonimia
- Tithymalus exiguus (L.) Hill (1768).
- Esula exigua (L.) Haw. (1812).
- Keraselma exigua (L.) Raf. (1838).
- Keraselma exiguum (L.) Raf. (1838).[5][6]

## Nombre común
- Castellano: hierba traidora, lechetrezna romeral, lechetreznilla, lechetreznilla romeral, sonajillas lecheras.[7]